# واسدا ۹۳۵۰
سیارک ۹۳۵۰ (به انگلیسی: 9350 Waseda، نامگذاری:1991TH2) نه هزار و سیصد و پنجاهمین سیارک کشف شده‌است که در ۱۳ اکتبر ۱۹۹۱ کشف شد.
قدر مطلق سیارک برابر ۱۴٫۳۰ است.